# Valdemierque
Valdemierque ist ein kleiner Ort und eine westspanische Gemeinde (municipio) mit 59 Einwohnern (Stand: 2024) in der Provinz Salamanca in der Autonomen Gemeinschaft Kastilien-León. Neben dem Hauptort Valdemierque gehören die Ortschaft Abusejo de Arriba sowie die Wüstungen Abusejo de Abajo, Valdelavade und Velaviejo zur Gemeinde.

## Lage
Valdemierque liegt etwa 19 Kilometer südsüdöstlich von Salamanca in einer Höhe von ca. 935 m. 

## Bevölkerungsentwicklung
| Jahr      | 1900 | 1950 | 1960 | 1970 | 1981 | 1991 | 2001 | 2011 | 2021 |
| Einwohner | 230  | 236  | 221  | 124  | 95   | 75   | 71   | 61   | 64   |

## Sehenswürdigkeiten
- Alte Kirche
- La Mina, altes Bergwerk (Wolfram/Scheelit, Zinn und Blei/Bleiglanz)

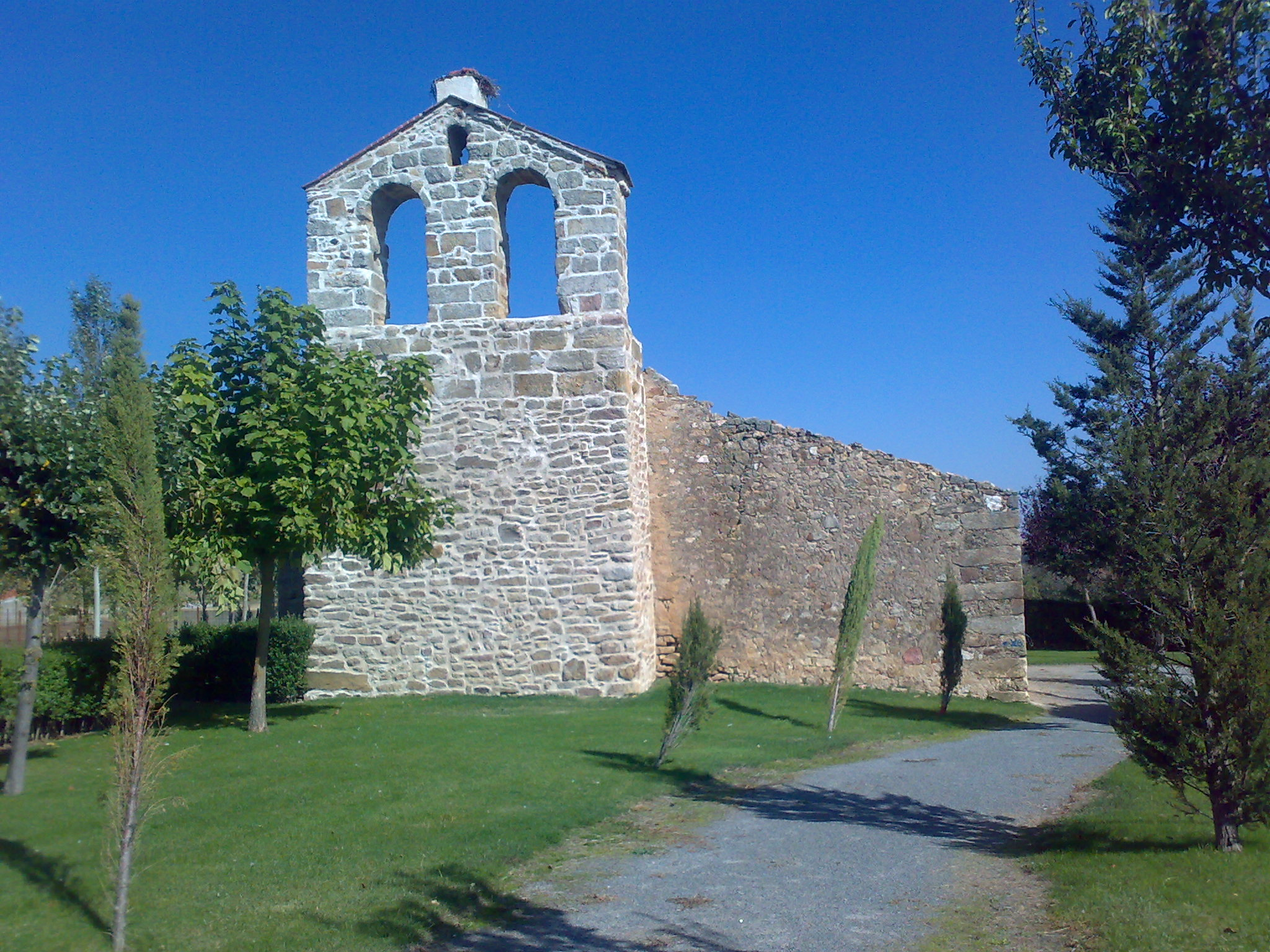
Alte Kirche